# Brandi Quinones
Brandi Quinones (ur. 25 stycznia 1977 w Nowym Jorku) – amerykańska modelka pochodzenia portorykańskiego.

## Kariera
Brandi została dostrzeżona przez "łowcę" talentów w 1992 roku na Florydzie, mając zaledwie piętnaście lat. W ciągu kilku dni znalazła się w Nowym Jorku i podpisała kontrakt z agencją Next. Zaczęła pojawiać się na pokazach mody w Los Angeles i Nowym Jorku. Przełom w jej karierze nastąpił w 1993 roku kiedy wysłaną ją do Europy.  W ciągu kilku tygodni podpisała kontrakty w Paryżu, Londynie, Madrycie oraz Barcelonie. Czołowi projektanci bardzo szybko dostrzegli potencjał Brandi i zaczęli zapraszać ją do swoich pokazów. Na wybiegu prezentowała kolekcje przede wszystkim: Chanel, Christiana Diora, Givenchy, Lolity Lepmickiej, Jeana Paula Gaultiera, Karla Lagerferda. Aż cztery razy pojawiła się na okładce hiszpańskiej edycji Elle. Wielokrotnie zdobiła okładki i pozowała do zdjęć amerykańskiego i francuskiego Vogue. W 1997 jej zdjęcia pojawiły się w kalendarzu firmy Pirelli. Choć Brandi w ciągu ostatnich lat rzadko pojawia się na wybiegu, nadal pozostaje jedną z głównych modelek domu mody Givenchy.